# König von Rom (Titel)

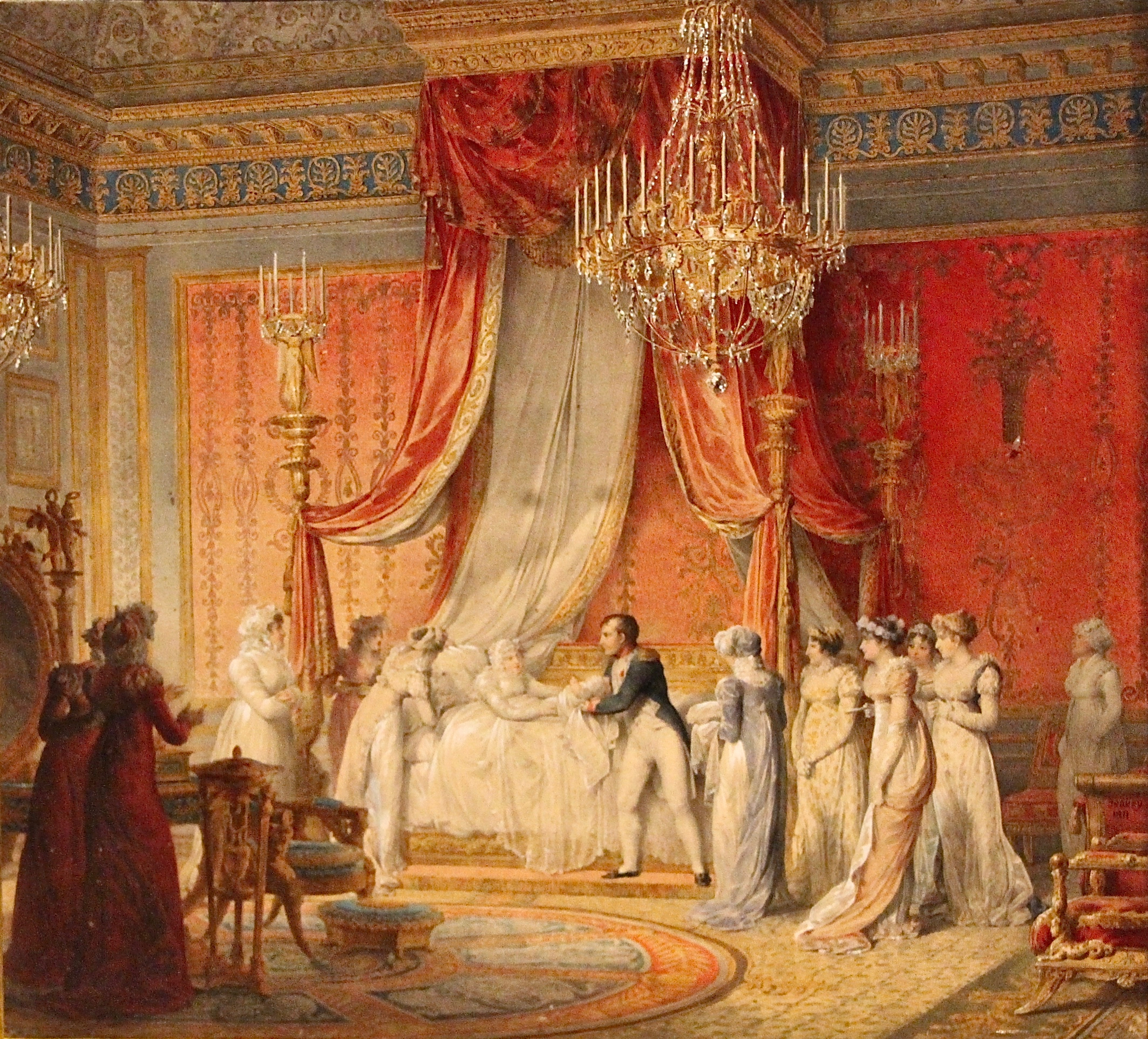
Jean-Baptiste Isabey: Napoleon übergibt den neugeborenen König von Rom der Kaiserin in ihrem Schlafzimmer in den Tuilerien, Aquarell, 1811

König von Rom, französisch Roi de Rome, war der Titel des Thronfolgers im Ersten Kaiserreich. Napoleon Bonaparte verlieh diesen Adelstitel seinem Sohn Napoleon Franz Bonaparte bei dessen Geburt am 20. März 1811. Dieser trug ihn bis zur Regelung der Abdankung Napoleons im Vertrag von Fontainebleau (1814). Der Titel war eingebettet in ein imperiales Konzept der Eingliederung des annektierten Kirchenstaats sowie des Papsttums unter die französische Staatlichkeit und Souveränität.

## Geschichte

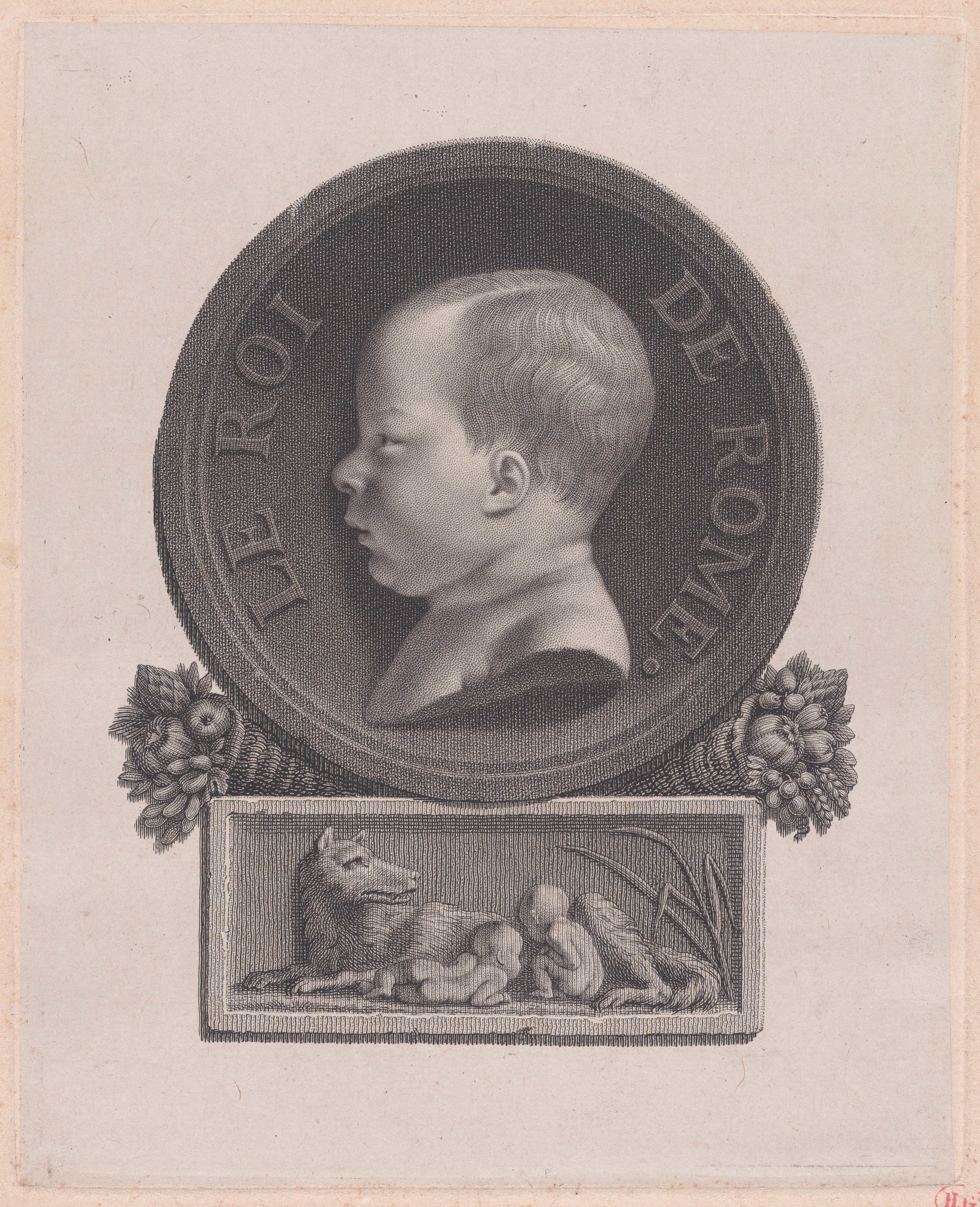
Le Roi de Rome – als Porträtmedaillon gestaltete Vignette des Königs von Rom mit allegorischem Bezug auf die Sage von Romulus und Remus, dem Gründungsmythos des altrömischen Königtums, Druckgrafik nach einer Vorlage von Pierre Paul Prud’hon, 1811

Am 17. Februar 1810 verlas Staatsminister Michel Louis Étienne Regnaud de Saint-Jean d’Angély den zu einer feierlichen Sitzung versammelten Mitgliedern des Sénat conservateur die Gründe, die nach der französischen Annexion des Kirchenstaats (17. Mai 1808) zu dessen Eingliederung in das Kaiserreich und zur Gründung des Departements Rom führten. Anschließend wurde ein entsprechender Senatsbeschluss gefasst. Im Raum stand damals auch die angestrebte Hochzeit von Napoleon, dem Kaiser der Franzosen und König von Italien, mit Marie-Louise von Österreich. Deren Vater, Franz I. von Österreich, hatte dem Eheprojekt drei Tage zuvor zugestimmt. Dadurch entstand in der von Napoleon konzipierten Erbmonarchie nach dessen erster Ehe mit Joséphine de Beauharnais, die aufgrund fortgeschrittenen Alters keine Kinder bekommen konnte, die Aussicht auf einen französischen Kronprinzen. Im französischen Königtum war diese Stellung mit dem Adelstitel Dauphin belegt.
Im Rahmen der Darlegungen des Staatsministers zur Eingliederung des Kirchenstaats in das Kaiserreich wurde den Senatoren ein neuer Gedanke Napoleons vorgetragen: Der Erbe der kaiserlichen Krone Frankreichs solle den Titel eines Königs von Rom tragen und dort als französische Schutzmacht einen kaiserlichen Hof halten. Dieser Gedanke war in gebildeten Kreisen der französischen Öffentlichkeit und des europäischen Adels nicht nur geeignet, Konnotationen an die altrömischen Könige, sondern auch an das römisch-deutsche Kaisertum hervorzurufen. Historisch wurde und wird dieses Konzept auf die Translatio imperii unter Karl dem Großen zurückgeführt. Das spätere Symbol dieses Konzepts, die Reichskrone, hatte Franz I. 1806 niedergelegt, nachdem sich verschiedene Reichsfürsten im Rheinbund unter das Protektorat Napoleons begeben hatten. Entsprechend der napoleonischen, von der historischen Figur Karls des Großen inspirierten Reichsidee verwies Regnaud bei seiner Darlegung gegenüber den Senatoren darauf, dass sich Napoleon mit der Aneignung römischen Bodens „die Krone Karls des Großen ein zweites Mal aufgesetzt“ habe. Rom wurde im Rahmen des Senatsbeschlusses vom  17. Februar 1810 zur „zweiten Stadt des Kaiserreichs“ erhoben. Im gleichen Zug wurde dem inhaftierten Papst Pius VII., der Napoleon am 10. Juni 1809 exkommuniziert hatte, und den nachfolgenden Päpsten, also dem Papsttum als Institution, die Unterwerfung unter die französische Souveränität und den Gallikanismus sowie ein notwendiger weiterer Sitz in Paris verordnet.

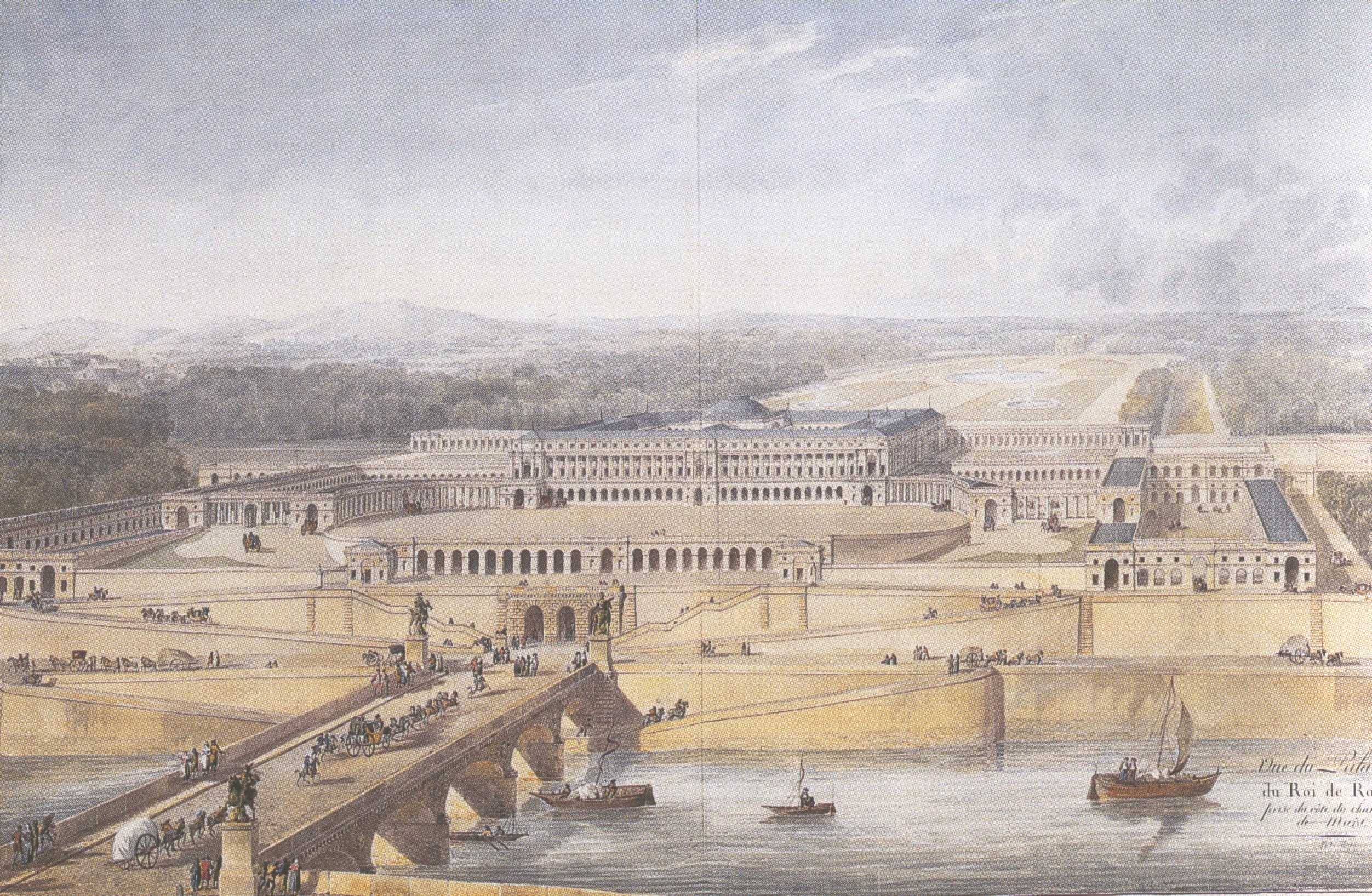
Pierre-François-Léonard Fontaine: Vue du palais du Roi de Rome, 1811

Zur Geburt und Taufe von Napoleon Franz Bonaparte fanden im ganzen Kaiserreich Freudenfeiern und Dankgottesdienste statt. Im gleichen Jahr stellte der französische Architekt Pierre-François-Léonard Fontaine sein Projekt eines kaiserlichen Palastes für den König von Rom in Paris an der heutigen Place du Trocadéro et du 11 Novembre vor. Dieser Platz trug nach seiner Herstellung während des Zweiten Kaiserreichs bis 1877 den Namen Place du Roi-de-Rome. Auch die heutige Avenue Kléber erinnerte bis zu ihrer Umbenennung im Jahr 1879 an den König von Rom.